# Ralf Moeller
Ralf Rudolf Moeller (Recklinghausen, 1959. január 12. –) német-amerikai színész és visszavonult testépítő.
Miután testépítőként több díjat is elnyert, a filmezés felé fordult, melynek során főként akciófilmekben vállalt negatív szerepeket. Fontosabb filmjei közé tartozik a Cyborg – A robotnő (1989), a Halálos riválisok (1993), a Gladiátor (2000) és A Skorpiókirály (2002). A televízió képernyőjén 1997 és 1998 között a főszereplő Conan, a barbárt játszotta el a Conan, a kalandor című sorozatban.
A filmezés mellett Moeller közszereplőként számos jótékony ügyet támogat.

## Élete és pályafutása

### Fiatalkora és testépítő évei
1959-ben született Recklinghausenben, Nyugat-Németországban, Ursula és Helmut Moeller gyermekeként.
Hétéves korától úszott, úszómesteri és úszásoktatói képesítést is szerzett. Két évig bokszolt, majd tizenhét évesen kezdett rajongani a testépítésért. Családja nehéz anyagi helyzete miatt eleinte édesapja által összehegesztett eszközökkel edzette testét. 1984-re német bajnok lett. 1986-ban megnyerte a Mr. Universum címet. Az 1988-as Mr. Olympián többek között Lee Haney és Shawn Ray mellett indult versenybe a címért. 196 centis magasságával Moeller a legmagasabb testépítők közé tartozik.

### Filmes karrierje
A filmvásznon akciófilmes szerepeivel, gyakran negatív szereplőként vált ismertté. Jean-Claude Van Damme oldalán feltűnt a Cyborg – A robotnő (1989) című scifi-akciófilmben, mely Moeller első jelentősebb filmes szerepe volt. 1992-ben a Tökéletes katonában ismét Van Damme, valamint Dolph Lundgren színésztársa volt. A Halálos riválisok (1993) című harcművész filmben a kegyetlen harcost, Bracust alakította, a film főszerepét Phillip Rhee és Eric Roberts játszotta. A 2000-es évek során Moeller olyan nagy költségvetésű produkcióban volt látható, mint a Gladiátor (2000) és A Skorpiókirály (2002). A filmezés mellett televíziós sorozatokban is vállalt szerepeket: az 1997-98-as Conan, a kalandor című kalandfilm-sorozatban címszerepben tűnt fel, de egyebek mellett vendégszerepelt az Androméda, Az elveszett ereklyék fosztogatói és a Cobra 11 epizódjaiban is.
A Scooter együttes Excess All Areas című koncertalbumán a Maria (I Like It Loud) című szám klipjében táncosként vendégszerepel.

### Társadalmi tevékenysége

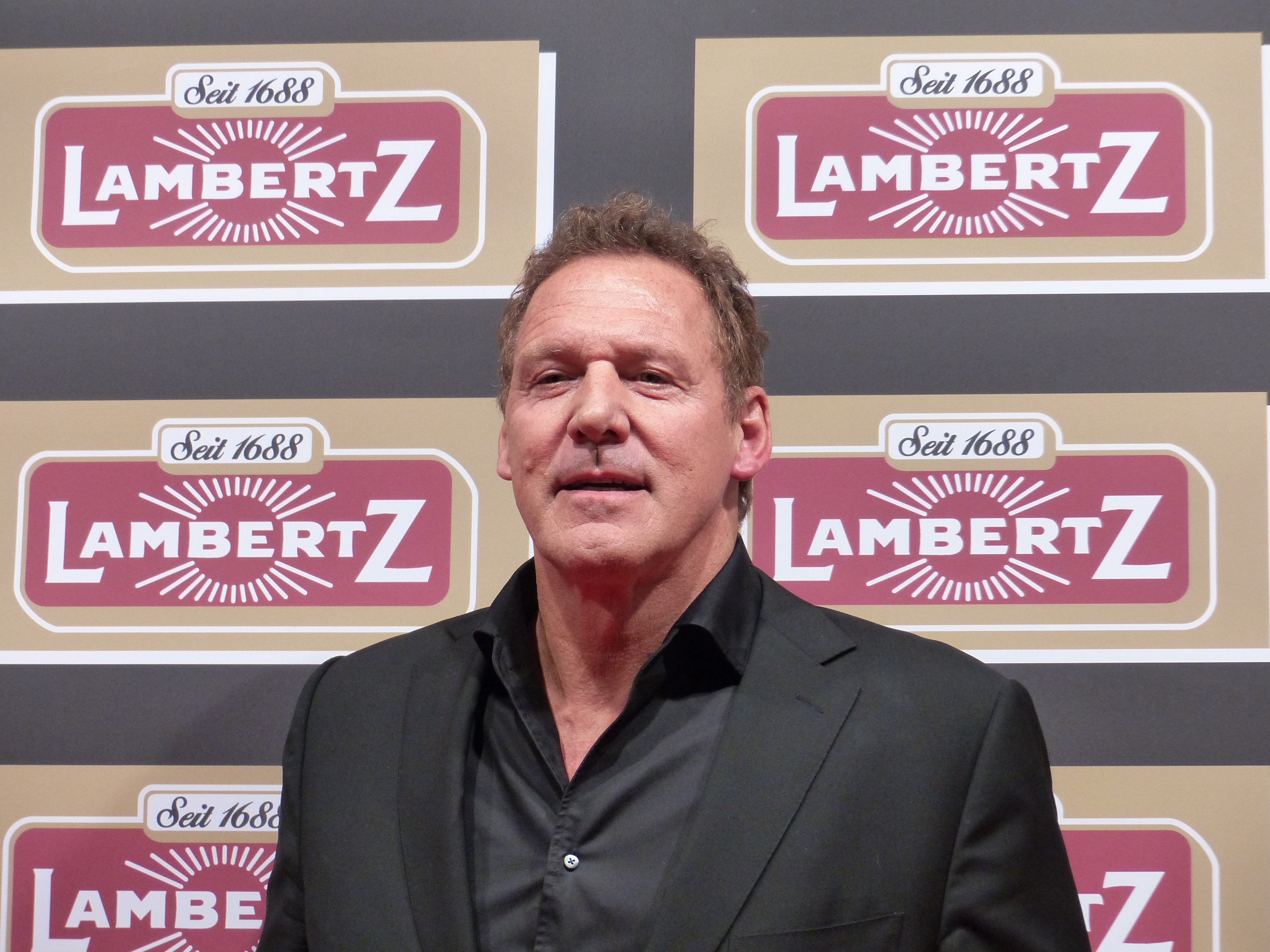
Moeller egy 2016-os rendezvényen

2006 szeptemberében Ursula von der Leyen német kereszténydemokrata politikussal közösen megalapította a Starke Typen elnevezésű, hátrányos helyzetű gyermekek megsegítését célzó programot.
2010-ben – német színészként elsőként – külföldön, Afganisztánban állomásozó katonákat látogatott meg. Sporteszközöket, illetve fitneszgépeket ajándékozott nekik, 30 ezer euró értékben.
2010 januárjában tevékenységéért cserébe Jürgen Rüttgers, Észak-Rajna-Vesztfália miniszterelnöke tartományi érdemrenddel tüntette ki Moellert.

## Magánélete
Az 1990-es évek elején költözött Los Angelesbe 1984-ben megismert feleségével, Annette-tel. 2013-ban hozták nyilvánosságra, hogy elváltak. Házasságuk alatt két lányuk született.
2014 áprilisában kapta meg az amerikai állampolgárságot. Évtizedek óta jó barátságban van Arnold Schwarzeneggerrel, akire fiatalkorában Moeller a bálványaként tekintett. 1982-ben találkoztak, amikor Schwarzenegger Németországban népszerűsítette Conan, a barbár című filmjét. Két közös filmben szerepeltek együtt, az 1997-es Batman és Robinban, valamint a 2014-es Szabotázsban.

## Filmográfia

### Filmek
| Év   | Magyar cím                            | Eredeti cím                          | Szerep                                | Magyar hang            |
| ---- | ------------------------------------- | ------------------------------------ | ------------------------------------- | ---------------------- |
| 1989 | Cyborg – A robotnő                    | Cyborg                               | Brick Bardo                           | Varga Tamás            |
| 1990 |                                       | Occhio alla perestrojka              | Serghjei                              |                        |
| 1992 | Tökéletes katona                      | Universal Soldier                    | GR76                                  |                        |
| 1993 | Halálos riválisok                     | Best of the Best 2                   | Brakus                                | Hankó Attila           |
| 1994 |                                       | Der unbekannte Deserteur (rövidfilm) | katona                                |                        |
| 1996 | Viking vér                            | The Viking Sagas                     | Kjartan                               |                        |
| 1997 | Batman és Robin                       | Batman & Robin                       | őr az Arkham Elmegyógyintézetben      |                        |
| 1997 | Zsoldosok Texasban                    | The Bad Pack                         | Kurt Mayer                            | Both András            |
| 2000 | Gladiátor                             | Gladiator                            | Hagen                                 | F. Nagy Zoltán         |
| 2002 | A Skorpiókirály                       | The Scorpion King                    | Thorak                                | Sinkovits-Vitay András |
| 2004 |                                       | El padrino                           | Kurt Meyers különleges ügynök         |                        |
| 2005 |                                       | My Suicidal Sweetheart               | Bruno                                 |                        |
| 2006 |                                       | Excess All Areas                     | diszkótáncos (Maria (I Like It Loud)) |                        |
| 2006 | Sörcsata                              | Beerfest                             | Hammacher                             | Haás Vander Péter      |
| 2006 | Ozzie – Kicsi a koala, de erős        | Ozzie                                | Tank Emerson                          |                        |
| 2007 | A Barbár – Legenda a szellemharcosról | Pathfinder                           | Ulfar                                 |                        |
| 2007 |                                       | Seed                                 | Arnold Calgrove börtönigazgató        |                        |
| 2007 | Postal                                | Postal                               | John rendőr                           |                        |
| 2008 |                                       | Alone in the Dark II                 | Boyle                                 |                        |
| 2008 | Far Cry                               | Far Cry                              | Max Cardinal                          |                        |
| 2008 |                                       | Time of the Comet                    | Freiherr von Keittel                  |                        |
| 2009 |                                       | Dejection (rövidfilm)                | babonás főnök                         |                        |
| 2010 | Vámpírok alkonya                      | Tales of an Ancient Empire           | Hafez tábornok                        |                        |
| 2010 | Az utazó                              | The Tourist                          | Lunt, börtöntöltelék                  |                        |
| 2012 |                                       | Slave                                | Frank                                 |                        |
| 2014 | Szabotázs                             | Sabotage                             | N/A                                   |                        |
| 2014 |                                       | Love, Hate & Security                | Tony                                  |                        |
| 2016 |                                       | Tschiller: Off Duty                  | Aktalay V.I.P.                        |                        |

### Televízió
| Év        | Magyar cím                        | Eredeti cím                                | Szerep                | Megjegyzések                               |
| --------- | --------------------------------- | ------------------------------------------ | --------------------- | ------------------------------------------ |
| 1985      |                                   | Blam!                                      | Wachmann              | 1 epizód                                   |
| 1988      | Tetthely                          | Tatort                                     | Blatzer testőre       | 1 epizód                                   |
| 1997–1998 | Conan, a kalandor                 | Conan the Adventurer                       | Conan, a barbár       | főszereplő (22 epizód)                     |
| 2000      | A szuperzsaru és a fenegyerekek   | Der Superbulle und die Halbstarken         | Mark Kerner           | tévéfilm                                   |
| 2001      | Androméda                         | Andromeda                                  | Jeger                 | 1 epizód                                   |
| 2001      |                                   | Sommer und Bolten: Gute Ärzte, keine Engel | Martin Ranklebe       | 1 epizód                                   |
| 2001      | Kardok királynője                 | Queen of Swords                            | Roman Petrov          | egy epizód                                 |
| 2001      | Az elveszett ereklyék fosztogatói | Relic Hunter                               | Frank Kafka           | 1 epizód                                   |
| 2002      | X csapat                          | Mutant X                                   | Bo Longstreet hadnagy | 1 epizód                                   |
| 2003      | Fertőző éden                      | The Paradise Virus                         | Joseph                | tévéfilm                                   |
| 2003      | A gladiátor – Germanus bosszúja   | Held der Gladiatoren                       | Ferox                 | tévéfilm                                   |
| 2004      | S.O.S. Mallorca                   | Hai-Alarm auf Mallorca                     | Sven Hansen           | - tévéfilm - magyar hangja: - Kőszegi Ákos |
| 2004      | A gyűrű átka                      | Dark Kingdom: The Dragon King              | Thorkilt király       | tévéfilm                                   |
| 2010      |                                   | Küstenwache                                | William Forges        | 1 epizód                                   |
| 2012      | Cobra 11                          | Alarm für Cobra 11 – Die Autobahnpolizei   | Andri Vladic          | 1 epizód                                   |

## Fordítás
- Ez a szócikk részben vagy egészben  a   Ralf Moeller című angol Wikipédia-szócikk ezen változatának fordításán alapul.  Az eredeti cikk szerkesztőit annak laptörténete sorolja fel. Ez a jelzés csupán a megfogalmazás eredetét és a szerzői jogokat jelzi, nem szolgál a cikkben szereplő információk forrásmegjelöléseként.
- Ez a szócikk részben vagy egészben  a   Ralf Moeller című német Wikipédia-szócikk ezen változatának fordításán alapul.  Az eredeti cikk szerkesztőit annak laptörténete sorolja fel. Ez a jelzés csupán a megfogalmazás eredetét és a szerzői jogokat jelzi, nem szolgál a cikkben szereplő információk forrásmegjelöléseként.